# Luisa de Los Ríos
Luisa de Los Ríos es una actriz y animadora puertorriqueña, conocida para "Sucedió en Branderí" (2005), "Victoria" (2006) y "La Cocina" (2007).

## Biografía
Su madre es Luisa Pallí de origen cubano y su padre Homero San Antonio de origen colombiano, se conocieron en Puerto Rico y se mudaron a Estados Unidos donde nació la actriz en 1970, esto según de los Rios en entrevista con Francisco Zamora. Luisa vivió toda su infancia en Puerto Rico.
Su esposo es Pedro Ortiz. Es la madre de dos hijos: Diego y Renzo.
Luisa cuenta que tenía 16 años cuando estando en una oficina del Dupont Plaza Hotel mientras su mamá trabajaba tuvo que vivir una experiencia traumante al ser testigo sobreviviente del recordado fuego del hotel el 31 de diciembre de 1986 donde murieron 97 personas. 
En 2000, Luisa participó con Julián Gil en la obra Nueve semanas y media.
En 2006, la cinta de Producciones Garito Victoria está respaldada también por las actuaciones de Javier de Jesús, Gerardo Ortiz, Carmen Pérez, Edna de Jesús, Luis Enrique Romero, Bobby Díaz y Jaime Bello, entre otros. Jonathan Dwayne interpretó a "Khalil", quien da una lección de amor a "Victoria", Luisa de los Ríos.
Luisa de los Ríos participó junto a Osvaldo Ríos en el estreno de la versión teatral de la novela de Jorge Isaacs María. Esta se presentó en el Teatro de la Universidad de Puerto Rico y fue producida por la empresa Aliciente Teatral. 

El 13 de mayo de 2011 Se jodió la boda se presentó en el Centro de Bellas Artes “Luis A. Ferré” en Santurce, con un elenco compuesto por Blanca Lissette Cruz, Jorge Castro, Ernesto Javier Concepción, Noelia Crespo, Yamaris Latorre y Luisa de los Ríos.

## Filmografía
- Oso blanco (1999)
- Amores como todos los demás (1999) - Lilliam
- ¿Quién le tiene miedo al Cuco? (2000)
- Sucedió en Branderí (2005)
- Fuego en el alma (2005)
- Quiéreme mucho (2005)
- El sueño del regreso (2005) - Leonela
- Victoria (2006) - Victoria[2]
- Nene lindo (2007)
- La Cocina (2007)
- Party Time: The Movie (2009)
- Vasos de Papel (2016)

## Programas
- Gozando en la mañana de Fidelity

## Teatro
- Nueve semanas y media (2000)
- Sexo, pudor y lagrimas (2000)
- María
- Se jodió la boda (2011) - Julie, camarera
- Esto está cab#%*! (2011) - Jennifer[3]
- Las quiero a las dos (2014)[4]
- Lo que me jode de ti (2014)